# آیکو میامورا
آیکو میامورا (انگلیسی: Aiko Miyamura؛ زادهٔ ۱۱ اوت ۱۹۷۱) بدمینتون‌باز زن اهل ژاپن بود.